# Hubboden
Ein Hubboden ist ein höhenverstellbarer Boden. Er kann elektrisch, hydraulisch oder auch mit (menschlicher oder tierischer) Muskelkraft betrieben werden.
In Theatern und ähnlichen Einrichtungen ermöglichen Hubböden das Vorbereiten von Bühnenbildern im Untergrund und ihr schnelles Erscheinen auf der eigentlichen Bühne (Hubpodium).
Bereits in der Antike wurde derartige Technik genutzt, z. B. im Kolosseum in Rom.
In Fahrzeugen, etwa Eisenbahnwaggons oder Lastwagen, erleichtern Hubböden das Be- und Entladen.

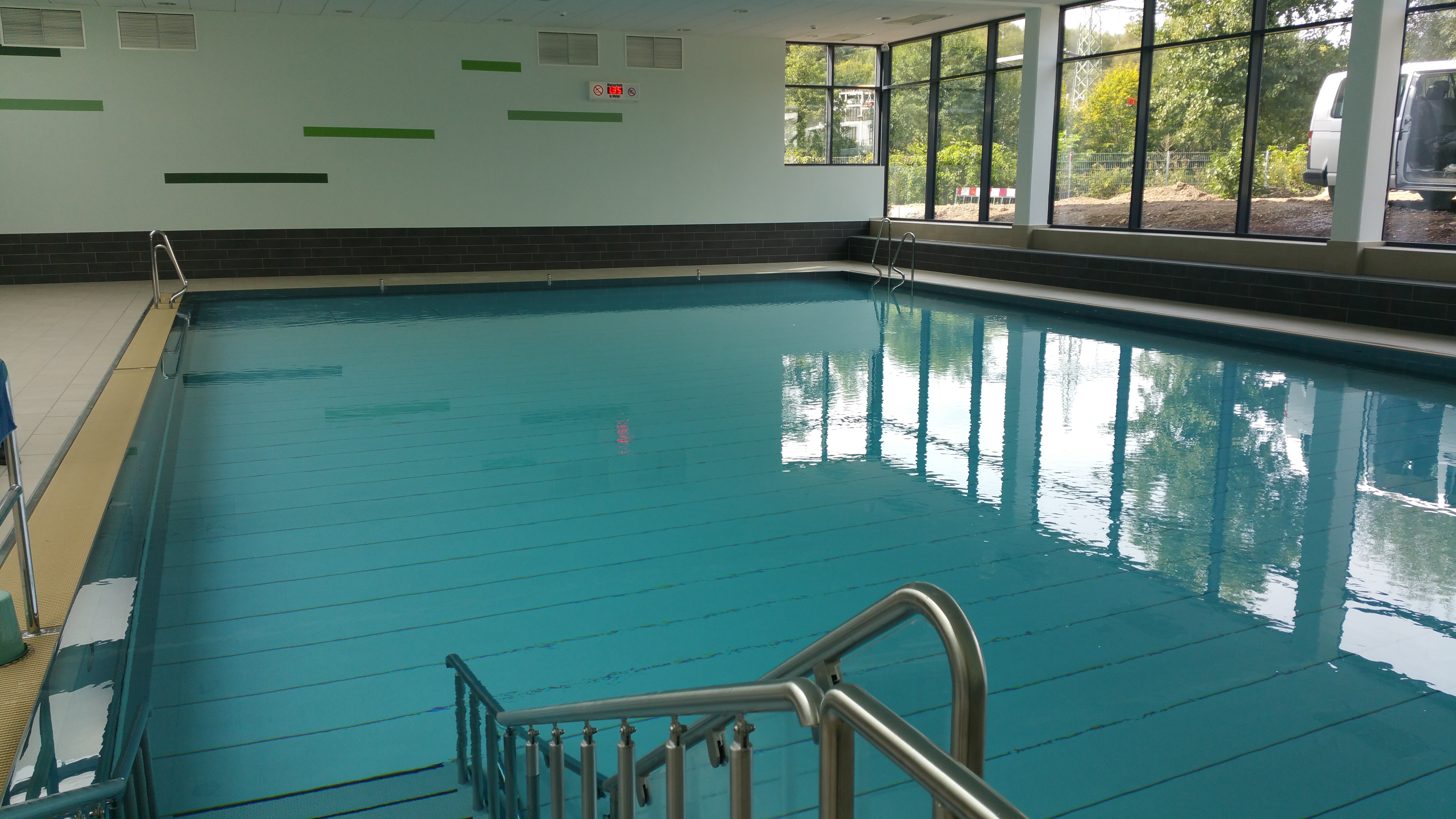
Schwimmbecken mit Hubboden, an der Wand die variable Anzeige der Wassertiefe

In Schwimmbädern kann mit einem Hubboden der Wasserstand reguliert werden, etwa, um kurzfristig ein flacherers Nichtschwimmerbecken (Variobecken) nutzen zu können.